# Bahnhof Hamburg Jungfernstieg

Der Bahnhof Jungfernstieg ist ein bedeutender Knoten des öffentlichen Personennahverkehrs in Hamburg. Der Bahnhof erstreckt sich über drei miteinander verbundene Ebenen unter dem Jungfernstieg und einem Teil der Binnenalster. Der erste Bahnsteig wurde mit der „KellJung“-Linie, heute Teil der U1, am 25. März 1931 eröffnet. Zu dieser Zeit bestand innerhalb der Bahnhofsanlagen noch keine Verbindung zur Ringlinie, der heutigen Linie U3. Diese Verbindung wurde 1958 hergestellt. Seit 2018 wird der Bahnhof von der DB Netz der Kategorie der Metropolbahnhof zugerechnet. Täglich wird der S-Bahnhof von etwa 73.000 Reisenden genutzt, beim U-Bahnhof sind es täglich 111.351 Ein- und Aussteiger (Mo–Fr, 2019).

## Geschichte
Die Arbeiten im Auftrag der 1911 gegründeten Hamburger Hochbahn begannen im März 1930, Architekten waren Distel & Grubitz. Durch Sandaufschüttungen in der Binnenalster und die Einbringung von Spundwänden wurde am Jungfernstieg eine offene Baugrube angelegt. Bis zur Fertigstellung wurden in einer Million Arbeitsstunden mehr als 1.300 Tonnen Eisen verbaut, außerdem 3.500 Tonnen Zement, über 14.000 Kubikmeter Kies, 300.000 Mauersteine und rund 1.300 Kubikmeter Holz. Die Station Jungfernstieg war der erste unter Wasser gelegene Bahnhof Deutschlands. Er verfügte als eines der ersten öffentlichen Bauwerke des Landes über eine Rolltreppe. Zur Einweihung am 25. März 1931 konnte auf Höhe der Straße Neuer Wall zunächst nur ein provisorischer Bahnsteig eröffnet werden. Grund waren unerwartete Bauverzögerungen durch Findlinge, Holzpfähle und schlammigen Baugrund. Die Fertigstellung im April 1934 ermöglichte ab dann die durchgehende Nutzung der neuen Strecke zwischen den Bahnhöfen Kellinghusenstraße und Jungfernstieg.
Von 1973 bis 1974 wurde in der Schalterhalle des Bahnhofs eine Mehrzweckanlage errichtet, die als Schutzraum 2200 Menschen Platz bieten sollte. Dazu können die acht Zugänge zur Schalterhalle mit Schutztoren verschlossen werden. Die technische Ausstattung mit Luftfiltern, Brunnen und Stromgeneratoren ist seitlich der Schalterhalle untergebracht.
Am 1. Juni 1975 wurde der Bahnsteig der damals neuen City-S-Bahn eröffnet.

## Lage und Ausdehnung

Übersichtskarte vom Bahnhof Jungfernstieg und Rathaus

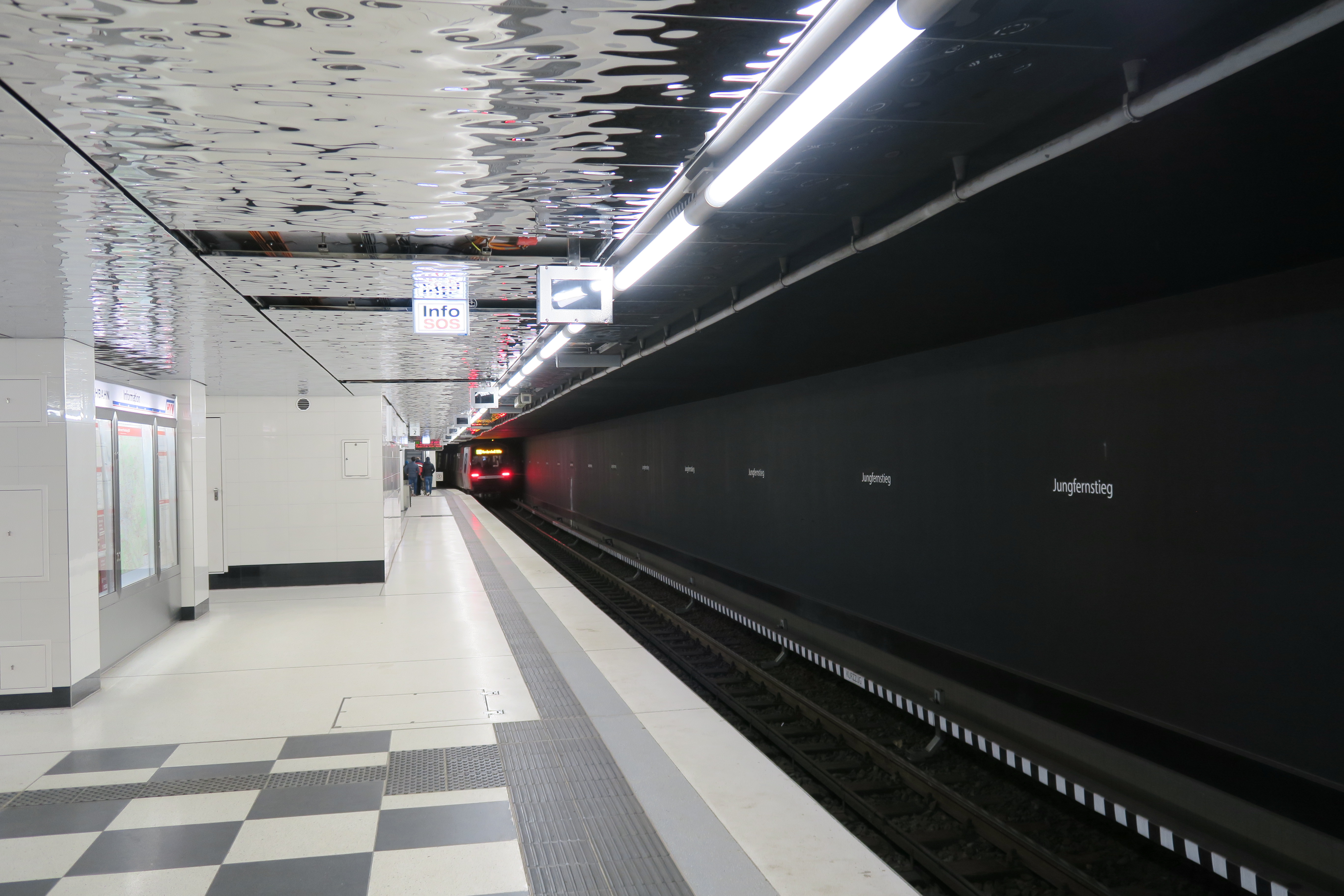
U1-Bahnsteig nach dem Umbau

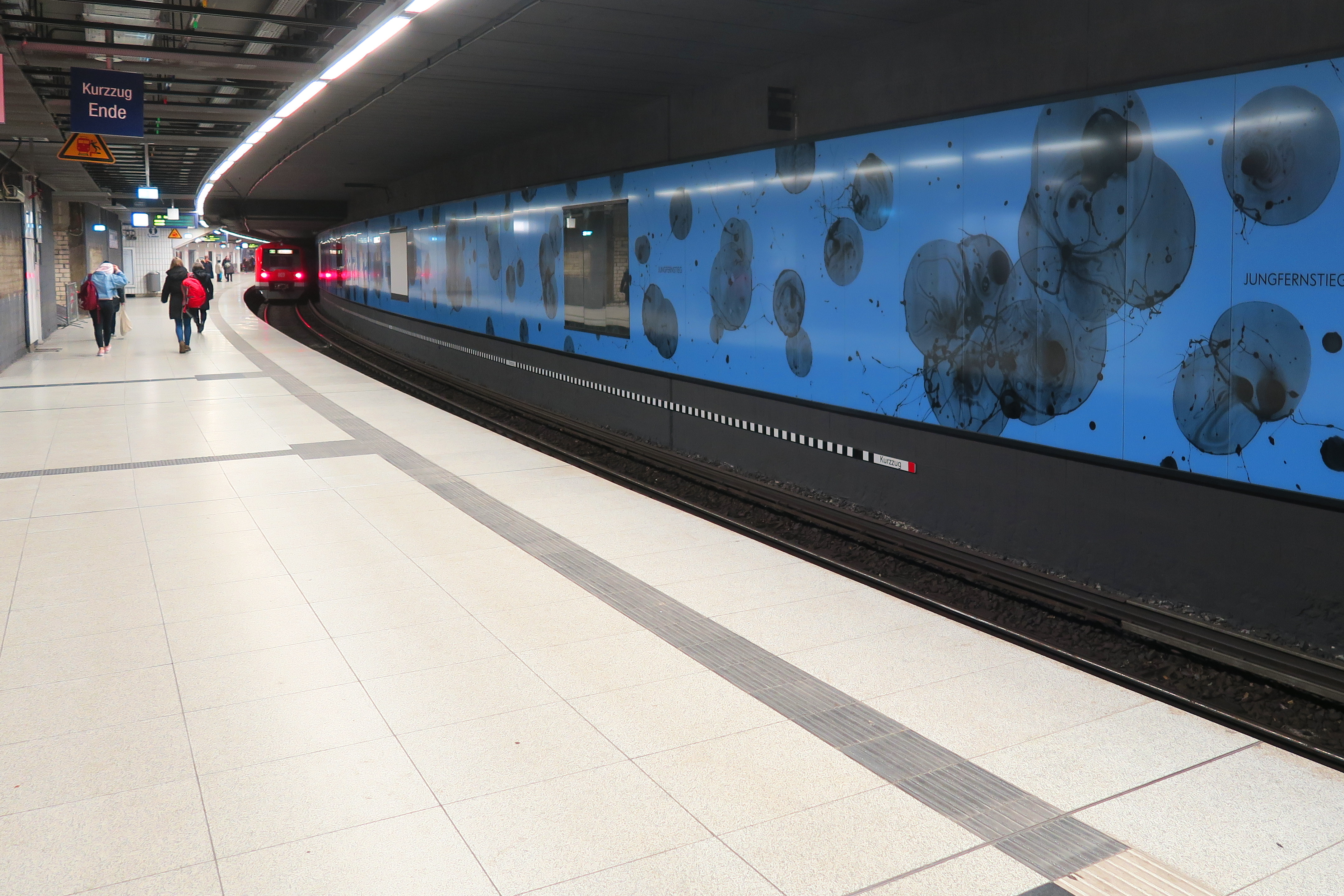
S-Bahnsteig Jungfernstieg, neu gestaltet seit März 2018

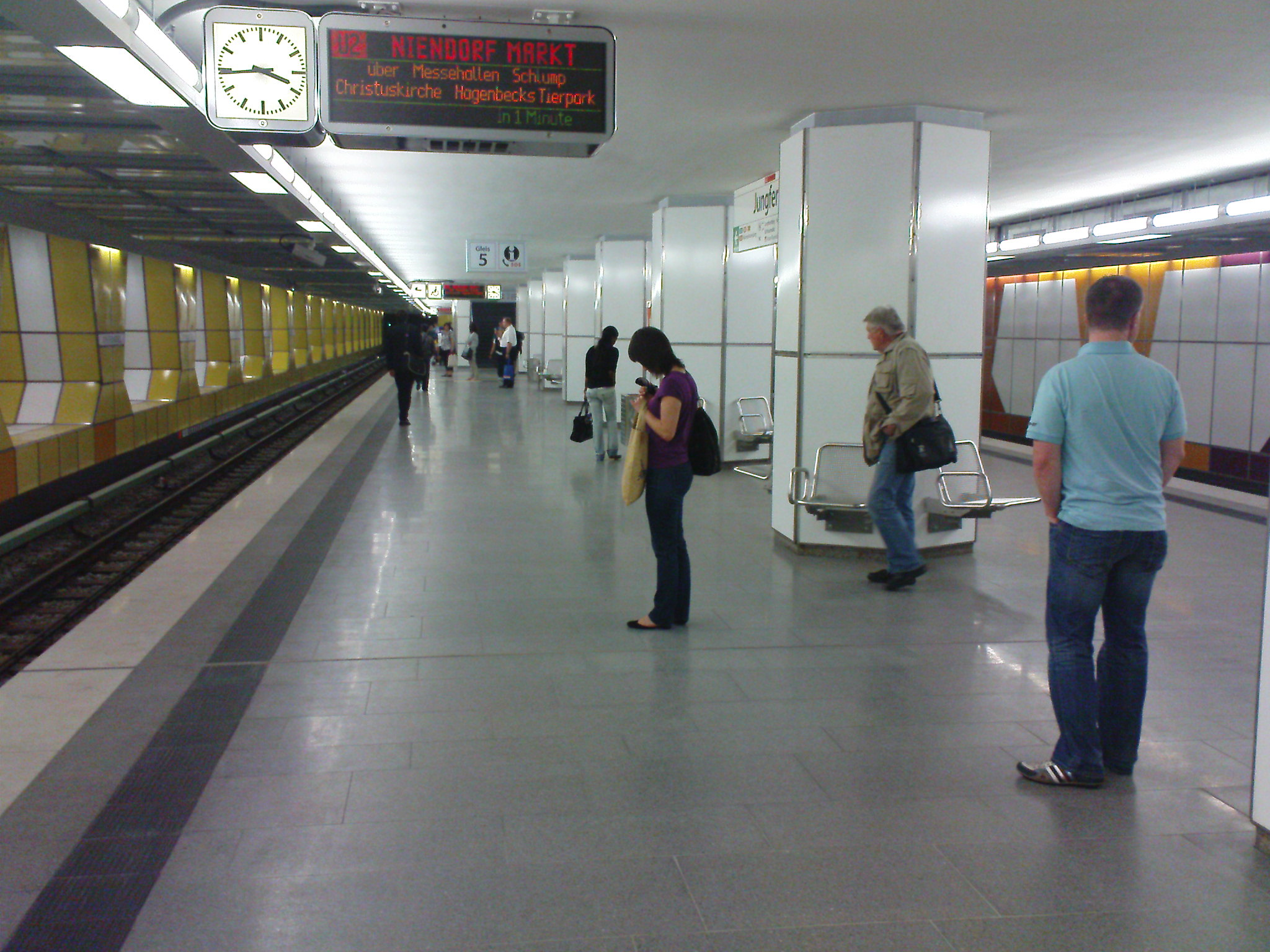
U2-Bahnsteig in Richtung Hamburg-Niendorf (am rechten Bildrand ist der Bahnsteig der U4)

Der gesamte unterirdische Bahnhofskomplex umfasst auf drei Ebenen vier Bahnsteige, davon den ersten für die U1, zwei für die U2 und die U4 sowie dazwischen einen Bahnsteig, der gemeinsam von den Linien S1 und S3 der City-S-Bahn bedient wird. Zudem existiert seit 1958 eine unterirdische Verbindung zur U-Bahn-Haltestelle Rathaus und der dort verkehrenden U3, so dass bis 1973 diese beiden U-Bahn-Haltestellen gemeinsam als eine Umsteigestation galten.
Auf Straßenniveau – der Ebene 0 – verkehren Busse des Hamburger Verkehrsverbundes (HVV), auf Ebene −1 befindet sich der zentrale Anleger der Alsterschiffe mit direkten Übergangsmöglichkeiten zum Haltestellenbereich.
In der Zwischenebene −1 finden sich vier räumlich voneinander entfernte Schalterhallen mit den Zu- und Abgängen zur Straßenoberfläche sowie den Tunnelverbindungen; hier gibt es auch Fahrkartenautomaten, verschiedene Läden und Imbiss-Geschäfte; erreichbar u. a. vom Jungfernstieg, der Bergstraße, dem Ballindamm sowie dem Alstertor und von der Nordseite des Rathausmarktes. Der mit Vitrinen ausgestattete unterirdische Verbindungsgang zwischen der U3-Haltestelle Rathaus und dem südlichen Ende des U1-Bahnsteiges – „Passage der Städtepartnerschaften“ genannt – führt größtenteils unter der Bergstraße entlang.
Der Bahnsteig der Linie U1 in Verkehrsebene −2 verläuft direkt unter dem Jungfernstieg sowie der Reesendammbrücke und unterquert die Kleine Alster im rechten Winkel. Der barrierefreie Ausbau und die Modernisierung wurde 2021 abgeschlossen. Die benachbarten Haltestellen sind rund 0,8 Streckenkilometer (Stephansplatz nördlich) und 0,7 km (Meßberg im Südosten) entfernt.
In der Ebene −3 liegt der 1975 eröffnete, in offener Bauweise entstandene Bahnsteig der City-S-Bahn (zunächst für die interimsmäßige Linie S10). Der südwestliche Bahnsteigteil mit Zugängen über ein Zwischengeschoss zur Schalterhalle am Rathausmarkt liegt unter der Kleinen Alster, der nordöstliche unter der Binnenalster. Eine feste Treppe im Mittelbereich verbindet direkt mit dem darüber liegenden Bahnsteig der U1, die nordöstlichen Abgänge führen zu den U2-Bahnsteigen bzw. zur Schalterhalle am Alstertor. Vom Bahnsteig sind es jeweils 0,7 km südwestlich bis zur Stadthausbrücke und 1,4 Trassenkilometer nordöstlich im Bogen bis zum Hauptbahnhof.
Die Bahnsteige der U2 und der U4 liegen in 16 m Tiefe unter der Binnenalster auf Ebene −4. Die beiden parallelen Richtungsbahnsteige erstrecken sich unterhalb des Anlegers der Alsterschiffe in West-Ost-Richtung bis unter die Einmündung Alstertor in den Ballindamm. Die beiden inneren Gleise (Gleise 4 und 5) werden seit 1973 von der U2 genutzt, an den Außenseiten liegen die Gleiströge für die Linie U4 (Gleise 3 und 6), die am 29. November 2012 eröffnet wurde. Bis zur östlich anschließenden Haltestelle Hauptbahnhof Nord liegen 0,8 km Strecke; in Gegenrichtung erreicht man nach 0,6 km auf der U2-Trasse die U-Bahn-Station Gänsemarkt (Oper).
Seit dem 15. April 2021 sind alle Bahnsteige der U-Bahn durch Aufzüge barrierefrei zugänglich.

## Schnell- und U-Bahnlinien
| Linie | Verlauf |
| ----- | --- |
| U 1   | Norderstedt Mitte – Richtweg – Garstedt – Ochsenzoll – Kiwittsmoor – Langenhorn Nord – Langenhorn Markt – Fuhlsbüttel Nord – Fuhlsbüttel – Klein Borstel – Ohlsdorf – Sengelmannstraße (City Nord) – Alsterdorf – Lattenkamp (Sporthalle) – Hudtwalckerstraße – Kellinghusenstraße – Klosterstern – Hallerstraße – Stephansplatz (Oper/CCH) – Jungfernstieg – Meßberg – Steinstraße – Hauptbahnhof Süd – Lohmühlenstraße – Lübecker Straße – Wartenau – Ritterstraße – Wandsbeker Chaussee – Wandsbek Markt – Straßburger Straße – Alter Teichweg – Wandsbek-Gartenstadt – Trabrennbahn – Farmsen – Oldenfelde – Berne – Meiendorfer Weg – Volksdorf / Streckenast Ohlstedt – Buckhorn – Hoisbüttel – Ohlstedt \ Streckenast Großhansdorf – Buchenkamp – Ahrensburg West – Ahrensburg Ost – Schmalenbeck – Kiekut – Großhansdorf |
| U 2   | Niendorf Nord – Schippelsweg – Joachim-Mähl-Straße – Niendorf Markt – Hagendeel – Hagenbecks Tierpark – Lutterothstraße – Osterstraße – Emilienstraße – Christuskirche – Schlump – Messehallen – Gänsemarkt (Oper) – Jungfernstieg – Hauptbahnhof Nord – Berliner Tor – Burgstraße – Hammer Kirche – Rauhes Haus – Horner Rennbahn – Legienstraße – Billstedt – Merkenstraße – Steinfurther Allee – Mümmelmannsberg |
| U 4   | (in Planung: Moldauhafen –) Elbbrücken – HafenCity Universität – Überseequartier – Jungfernstieg – Hauptbahnhof Nord – Berliner Tor – Burgstraße – Hammer Kirche – Rauhes Haus – Horner Rennbahn – Legienstraße – Billstedt (im Bau: – Stoltenstraße – Horner Geest) |
| S 1   | Wedel – Rissen – Sülldorf – Iserbrook – Blankenese – Hochkamp – Klein Flottbek – Othmarschen – Bahrenfeld – Ottensen – Altona – Königstraße – Reeperbahn – Landungsbrücken – Stadthausbrücke – Jungfernstieg – Hauptbahnhof – Berliner Tor – Landwehr – Hasselbrook – Wandsbeker Chaussee – Friedrichsberg – Barmbek – Alte Wöhr (Stadtpark) – Rübenkamp – Ohlsdorf \ Streckenast Poppenbüttel – Kornweg (Klein Borstel) – Hoheneichen – Wellingsbüttel – Poppenbüttel / Streckenast Flughafen – Hamburg Airport (Flughafen) |
| S 3   | Pinneberg – Thesdorf – Halstenbek – Krupunder – Elbgaustraße – Eidelstedt – Stellingen (Arenen) – Langenfelde – Diebsteich – Altona – Königstraße – Reeperbahn – Landungsbrücken – Stadthausbrücke – Jungfernstieg – Hauptbahnhof – Hammerbrook (City Süd) – Elbbrücken – Veddel (BallinStadt) – Wilhelmsburg – Harburg – Harburg Rathaus – Heimfeld (TU Hamburg) – Neuwiedenthal – Neugraben |